# Wittisheim
Wittisheim ist eine französische Gemeinde mit 2076 Einwohnern (Stand 1. Januar 2021) im Département Bas-Rhin in der Region Grand Est (bis 2015 Elsass). Sie gehört zum Arrondissement Sélestat-Erstein, zum Kanton Sélestat und zum Gemeindeverband Ried de Marckolsheim. Östlich des Ortes verläuft der Rhein-Rhône-Kanal.
Nachbargemeinden sind im Norden Bindernheim und Hilsenheim, im Südosten Sundhouse, im Süden Schwobsheim und im Westen Muttersholtz. Die Entfernung zur nördlich gelegenen Stadt Straßburg beträgt etwa 45 Kilometer.

## Bevölkerungsentwicklung
| Jahr      | 1962 | 1968 | 1975 | 1982 | 1990 | 1999 | 2006 | 2013 |
| Einwohner | 1521 | 1703 | 1705 | 1660 | 1631 | 1822 | 1923 | 2066 |

## Gemeindepartnerschaften
Wittisheim pflegt Partnerschaften mit Montréal im südwestfranzösischen Département Gers (seit dem 5. August 1984) und seit dem 9. Mai 2009 mit Rheinhausen im Breisgau.
|  |  |

## Persönlichkeiten
- Paul Frantz (1927–2016), Fußballtrainer, -spieler und -funktionär sowie Pädagoge